# فردریک گرین
فردریک گرین (به انگلیسی: Frederick Green) بازیکن فوتبال زادهٔ ۲۱ ژوئن ۱۸۵۱ اهل انگلستان بود که سابقهٔ بازی در تیم ملی فوتبال انگلستان را در کارنامهٔ خود دارد. وی در تاریخ ۴ مارس ۱۸۷۶ تنها بازی ملی خود را در مقابل تیم ملی فوتبال اسکاتلند انجام داد.